# タンラック県
タンラック県（タンラックけん、ベトナム語：Huyện Tân Lạc / 縣新樂?）は、ベトナム社会主義共和国ホアビン省の県。面積は523 km²、人口は86,889人（2019年）である。

## 行政区画
1市鎮15社から構成される。